# Jules de Carpentin
Jules de Carpentin est un homme politique français né le 22 août 1783 à Nogent-le-Rotrou (Eure-et-Loir) et décédé le 15 décembre 1841 à Abbeville (Somme).
Maire d'Abbeville, conseiller général, il est député de la Somme de 1837 à 1839, siégeant dans la majorité soutenant la Monarchie de Juillet.

## Sources
- « Jules de Carpentin », dans Adolphe Robert et Gaston Cougny, Dictionnaire des parlementaires français, Edgar Bourloton, 1889-1891 [détail de l’édition]